# Зупчаник
Зупчаник је машински елемент који преноси обртни момент примјеном силе на зупце (зубе) другог зупчаника, зупчастог сегмента или зупчасте летве. Зависно од облика, преносног односа, и начина употребе, могу се користити за повећање и смањење обртног момента, брзине ротације, промену смера ротације и тако даље. Зупчаници преносе окретно кретање с једног вратила на друго помоћу везе обликом, коју чини захват зуба. Зупчаним преносницима није према томе потребан посебан преносни део као код ременског преноса или ланчаног преноса. Ако се у спрези налазе два или више зупчаника, говори се о зупчаном преноснику. Разликују се преносници са сталним преносним односом (нпр. између погонске и радне машине), мењачи брзина, код којих се довођењем у захват различитих зупчаника, преносни однос може мењати (нпр. код моторних возила и алатних машина), разделни преносници за истодобни погон више вратила (нпр. вишевретене бушаће главе).
Зупчаници се најчешће повезују са другим зупчаницима, али било који уређај са истим зупцима се може повезати, као на примјер зупчаста летва. За повезивање види чланак зупчасти пренос.
Материјал за израду зупчаника је најчешће метал, али се користи и пластика. У старо доба су коришћене и неке врсте дрвета.

## Историја
Најранији примерци зупчаника датирају из 4. века пре нове ере у Кини (доба Џан Гуо – касна источна Џоу династија), који су сачувани у музеју Луојанг у провинцији Хенан, Кина. Најранији очувани зупчаници у Европи пронађени су у Антикитерском механизму, као пример веома раног и комплексног уређаја са зупчаницима, дизајнираног за израчунавање астрономских положаја. Његово време изградње се сада процењује између 150. и 100. године пре нове ере. Зупчаници се појављују у делима повезаним са Хероном од Александрије, у Римском Египту око 50. године, али се могу пратити до механике Александријске библиотеке у Птолемејском Египту из 3. века пре нове ере, а у великој мери их је развио грчки полимат Архимед. (287–212 пне).

## Поделе

### Подела зупчаника по облику
- цилиндрични
- конични
- хиперболоидни

### Подела зупчаника по облику зубаца
- прави зупци
- коси зупци
- стреласти зупци
- криви зупци

### Подела зупчаника по страни озубљења
- са спољним озубљењем (зупци на ободу)
- са унутрашњим озубљењем

## Врсте зупчаника

### Спољашње и унутрашње озубљење
Преносни однос (ознака:R) је однос брзине вртње  или угаоне брзине  malog zupčanika prema brzini vrtnje  или угаоној брзини  великог зупчаника. Према најновијим ISO прописима треба преносном односу додати негативни предзнак ако је смер вртње једног зупчаника супротан смеру вртње другог зупчаника:
{\displaystyle R={\frac {\omega _{A}}{\omega _{B}}}={\frac {N_{B}}{N_{A}}}.}
Да би преносни однос остао у сваком делу окретног кретања сталан, потребно је да бокови зуба имају одређен облик. Бокови зуба у захвату морају сво вријеме трајања захвата да буду у међусобном додиру и да ваљајући се један по другом остварују кретање. Будући да су бокови зупчаника закривљени, они се, гледајући само у равнини цртања, додирују у појединим тачкама. Према законима кинематике два тела, која се крећу различитим брзинама, остају у додиру само онда када њихове компоненте брзина нормалне на тангенте тренутних тачака додира (нормалне компоненте) имају исти смер и ако су међусобно једнаке.
Линије по којима се зупчаници међусобно ваљају називамо кинематске кружнице. Две кинематске кружнице додирују се међусобно у кинематском полу, који лежи на спојници центара спрегнутих зупчаника. Озубница или озубљена летва је венац челника с бесконачно великом кинематском кружницом. Кинематска кружница је према томе правац (просторно гледано то је заправо кинематска раван). Таква се озубљена називају озубљења с равним боковима (пљоснато озубљење). Код еволвентног озубљења постаје у том случају и темељна кружница бесконачно велика, а исто тако и полупречник закривљења бокова, па и они постају правци. То је посебна предност, јер се с једноставним алатима с равним боковима може озубити сваки зупчаник с спољним озубљењем. Због тога употребљава се профил озубнице као стандардни профил (ISO 53, DIN 878) за све зупчанике. Зупчаници с спољним озубљењем морају се спрезати са стандардним профилом. Угао захватне линије (угао додирнице профила) стандардизиран је с α = 20º. Кинематска линија стандардног профила назива се средња линија профила.
С повећањем кинематске кружнице може се ићи и даље у негативно подручје, те зупчаник с спољним озубљењем прелази преко зубне летве (озубнице) на зупчаник с унутрашњим  озубљењем.

### Зубци с равним зубима
Зубци с равним зубима у једном ступњу преноса може остварити преносни однос око 8. Вратила су им у правилу паралелна. С два ступња преноса могуће је остварити преносни однос 45, а с три ступња преноса до 200. Изводе се за снаге до око 20 000  и улазне бројеве окретаја до 100 000 окретај/минута, односно, ободне брзине до 200 m/s. Искористивост им се креће по ступњу преноса и до 99,5%, зависно од изведбе и величине. Код малих снага мирноћа хода постиже се и уградњом једног челника у пару од вештачких материјала.

### Зубци с косим (хеликоидним) зубима
Зубци с косим (хеликоидним) зубима у једном ступњу преноса може остварити преносни однос око 20. Вратила могу бити паралелна или окомита. С два ступња преноса могуће је остварити преносни однос 60, а с три ступња преноса до 300. Мирнији ход постиже се применом челника с косим зубима (већи ступањ прекривања), али се с повећањем угла косине зуба повећава и аксијална сила, што поставља додатне захтеве за лежаје.
Ако се споје све додирне тачке зупчаника, у којима се додирују бокови, добија се захватна линија (додирница профила). Просторно гледано, добија се површину захвата. Захватна линија је апсолутна путања додирне тачке. С друге стране, додирна тачка путује и уздуж бока. На тај начин бокови представљају релативну путању додирне тачке. Једном заданом боку припада потпуно одређен супротан бок и захватна линија. Обрнуто, заданој захватној линији припада одређен пар бокова. 
Због својих предности као што су релативно једноставна израда зупчаника и неосетљивост преносног односа на мање промене осног размака, профил бока зуба зупчаника се најчешће израђује у облику еволвенте. Код еволвентног озубљења угао захвата константан, као и промери темељних кругова, а захват бокова одвија се по том правцу који се зато назива додирница или захватна линија, а захватни угао се назива још и кут додирнице.

### Зубци са стреластим зубима
Зубци са стреластим зубима се користе када је аксијална сила велика и да не би дошло до великог бочног помицања између два челника. Недостатак је врло скупа израда. 

### Стожници с равним или косим зубима
Гледано просторно, еволвентни бок челника с равним зубима настаје ваљањем равни по плашту ваљка. Код стожника добиће се еволвентни бок ваљањем равни по стожцу око заједничког центра. Тада су све тачке еволвенте једнако удаљене од врха темељног стожца. Добијена еволвента лежи, према томе, на површини кугле. Она је, за разлику од еволвенте кружнице, еволвента кугле или сферна еволвента. 
Стожници с равним или косим зубима примењују се с укрштеним вратилима за преносне односе до 6. За преносне односе веће од 1,2, преносник с паром стожника скупљи је од преносника с паром челника, а за преносни однос већи од 2,7 скупљи је и од комбинованог преносника с паром челника и паром стожника. Стога се ретко употребљавају за редукцију и мултипликацију окретног момента, а чешће за промену тока снаге. У погледу оптеретивости приближно вреде исти подаци као код челничког озубљења. За веће захтеве озубљују се косо и спирално, те топлотно обрађују.

### Купе са закривљеним зубима
Купе са закривљеним зубима примењују се с укрштеним вратилима за преносне односе до 10. Они раде мирније од стожника с равним или косим зубима, због додатног ступња спрезања бочних линија, а и с мање удара. Бокови једног зупчаника имају десни, а другог лијеви успон. 

### Пужни преносник
Пужни преносник је вијчаник с осама које се секу најчешће под углом од 90º. Погонски део преносника је пуж или пужни вијак, који може бити једновојни или вишевојни, ваљкаста или глобоидна облика, а гоњени део је пужно коло. Они имају способност остваривања веома великог преносног односа у једном ступњу (и до 100), али им с порастом преносног односа пада ступањ искориштења (код и = 100 око 45%). За разлику од већине зупчастих преносника, пужни пријеносници веома тихо раде, а имају и способност (донекле) пригушења вибрација. За веће преносне односе неке изведбе доста су јефтиније од комбинованих преносника с челницима и стожницима (до размака оси 100 mm). Раде се изведбе до 1000  с излазним моментом до 2500 Nm, те до 30 000 окретај/мин и ободне брзине 70 m/s.

### Механизам са зупчастом летвом
Механизам са зупчастом летвом има озубљена летву (озубница) чији је зупчаник с бесконачним полупроводником. Профил озубнице је стандардни профил за челнике и стожнике. Бокови зуба озубнице су равни. Она је стандардизирана према ISO 53 (1998). 

### Planetni prenosnik
Planetni prenosnik omogućava velike prenosne odnose i prenosi velike snage, jer se snaga deli na više zupčanika (planeta) i više zahvata. Nedostatak im je složena izrada, ugradnja i održavanje.

## Илустрације
- Зупчаник са унутрашњим зупцима.
- Хеликоидални зупци.
- Зупчаници са нагнутим горњим дијелом (конични зупчаници).
- Зупчаник са чеоним зупцима.
- Пужни пренос.
- Зупчаник и зупчаста летва.
- Зупчаници од дрвета.

## Предности зупчаника
- високо дозвољено оптерећење
- мало проклизавање
- дуг вијек трајања